# AT&T Building (Nashville)
El AT & T Building (en español: Edificio de la AT & T), anteriormente llamado South Central Bell Building y Edificio de la Bell South, y popularmente conocido como el Edificio Batman, (Batman Building en inglés) es un rascacielos de 188 metros de altura y de 33 pisos, terminado en agosto de 1994, y ubicado en Nashville, Tennessee. 
La edificación está diseñada como una torre de oficinas para 2.000 trabajadores y a partir de 2008 está ocupado por dos grandes empresas. Es actualmente el edificio más alto del estado de Tennessee.
Sus propietarios han ido cambiando a lo largo del tiempo:
- Pitney Bowes, entre 1994 y 2006.
- Cerberus Capital Management, durante el período 2006-2007.
- MTL Leasing, desde 2007 hasta la actualidad.